# Stéphane Denis
Pour les articles homonymes, voir Denis.
 (février 2018).
Si vous disposez d'ouvrages ou d'articles de référence ou si vous connaissez des sites web de qualité traitant du thème abordé ici, merci de compléter l'article en donnant les références utiles à sa vérifiabilité et en les liant à la section « Notes et références ».
Stéphane Denis (né à Saint-Moritz en 1949) est un journaliste et écrivain français. Il aussi publié des ouvrages d'actualité sous le pseudonyme de Manicamp.

## Biographie
Stéphane Denis est le fils de Philippe Denis, haut fonctionnaire.
Après avoir travaillé dans des cabinets ministériels à la fin des années 1970, il collabore tout d'abord au Quotidien de Paris, puis à Paris Match, Marianne et au Figaro.
En 1998, il est coscénariste du téléfilm Quand un ange passe, réalisé par Bertrand Van Effenterre.
Il est l'un des protagonistes mineurs de l'affaire Clearstream 2.
Il a été sociétaire pendant plusieurs mois de l'émission de radio Les Grosses Têtes de Philippe Bouvard sur RTL, au milieu des années 2000.
Il remporte le prix Interallié en 2001 pour son roman Sisters.
Il est candidat malheureux à l'Académie française au fauteuil de Jean-François Deniau, lors de l'élection du 15 novembre 2007.

## Publications
- La Chute de la maison Giscard, JC Lattes, Paris, 1981 (OCLC 8552366)
- Sophie ou la Rive droite, JC Lattès, Paris, 1982 (OCLC 11433090)
- La Leçon d'automne, Albin Michel, Paris, 1983  (ISBN 978-2-2260-1918-9)
- Le Cœur net, Table ronde, Paris, 1985  (ISBN 978-2-7103-0249-0)
- La Chinoise, Albin Michel, Paris, 1987  (ISBN 978-2-2260-2952-2)
- Le Roman de l'argent, Albin Michel, Paris, 1988  (ISBN 978-2-2260-3384-0)
- Feu de paille, Fayard, Paris, 1991  (ISBN 978-2-2130-2656-5)
- L'Amoraliste, Fayard, Paris, 1992  (ISBN 978-2-2130-2907-8)
- Mitterrand s'en va : la semaine sanglante, Olivier Orban, Paris, 1992  (ISBN 2-85565-780-6), sous le pseudonyme de Manicamp
- L'Affaire Poivre, Stock, Paris, 1993 (OCLC 31217999)
- Dîners en ville, Plon, 1993  (ISBN 978-2-2590-0333-9), sous le pseudonyme de Bernard des Saints-Pères
- Mes nouveaux dîners en ville, Plon, 1994  (ISBN 978-2-2591-8172-3), sous le pseudonyme de Bernard des Saints-Pères
- Les Événements de 67, Plon, 1994  (ISBN 978-2-2590-2569-0)
- Le Journal d’Édouard : 1993-1994, tome premier, Plon, 1994  (ISBN 978-2-2591-8021-4), ouvrage anonyme, attribué à Stéphane Denis
- Histoire de France, Fayard, Paris, 1995  (ISBN 978-2-2135-9584-9)
- Les Derniers Jours, Fayard, Paris, 1996  (ISBN 978-2-2135-9727-0)
- Madame est morte, Fayard, Paris, 1997  (ISBN 978-2-2135-9946-5)
- Un beau crime, Fayard, Paris, 1998  (ISBN 978-2-2136-0062-8)
- People, Fayard, Paris, 1998  (ISBN 978-2-2136-0120-5)
- Les Quarante Valeurs et quelques interludes, Le Grand Livre du mois, Paris, 1999  (ISBN 978-2-7028-3157-1), sous le pseudonyme de Manicamp
- Chambres d'hôtes, Fayard, Paris, 1999  (ISBN 978-2-2136-0443-5)
- La Grande Forme, Fayard, Paris, 2000  (ISBN 978-2-2136-0650-7)
- Elle a maigri pour le festival et d'autres nouvelles des gens célèbres, Fayard, Paris, 2000  (ISBN 978-2-2136-0809-9) Prix Goncourt de la nouvelle.
- Sisters, Fayard, Paris, 2001  (ISBN 978-2-2136-0999-7) Prix Interallié.
- Capitaine Troy : une enfance au temps du Général, Fayard, Paris, 2002  (ISBN 978-2-2136-1322-2)
- Vous trouvez que je suis trop grande ? et neuf autres nouvelles, Fayard, Paris, 2002  (ISBN 978-2-2136-1206-5)
- Charmant Garçon, Fayard, Paris, 2003  (ISBN 978-2-2136-1634-6)
- Les Immeubles Walter, Fayard, Paris, 2004  (ISBN 978-2-2136-2064-0)
- Un mauvais sujet : chroniques 1993-2003, Fayard, Paris, 2004  (ISBN 978-2-2136-1074-0)
- Minty, Fayard, Paris, 2005  (ISBN 978-2-2136-2475-4)
- Chirac s'en va, Grasset, Paris, 2005  (ISBN 2-246-69871-5), sous le pseudonyme de Manicamp
- Pause, Fayard, Paris
  - L'Enfance de l'art, 2006  (ISBN 9782213624747)
  - La Lutte des classes, 2007  (ISBN 9782213629353)
  - La Fin des journaux, 2008  (ISBN 9782213633664)
- Un espion trop parfait, Fayard, Paris, 2008  (ISBN 9782213634531)
- Un parfait salaud, Grasset, Paris, 2009  (ISBN 978-2-246-74041-4)
- L’Ennemi du bien, Grasset, Paris, 2010  (ISBN 978-2-246-74051-3)
- Rumeur, sexe et affaires d’État, Grasset, Paris, 2012  (ISBN 978-2-2467-8526-2)
- Les Dormeurs, Grasset, Paris, 2013  (ISBN 978-2-246-80183-2)
- La Tombe de mon père, Grasset, Paris, 2015  (ISBN 978-2-246-81115-2)
- Police d’assurance, Grasset, Paris, 2017  (ISBN 978-2-246-81364-4)
- Richissime, Grasset, Paris, 2018  (ISBN 978-2-246-81366-8)
- Sanctissima, Grasset, 2019
- Le Sac de Rome, Grasset, 2022
- Le Diable bat sa femme, Grasset, 2023